# ديوس إكس
ديوس إكس (Deus Ex) هي لعبة تقمّص أدوار صدرت عام 2000، وطوّرها إيان ستورم ونشرتها شركة «إيدوس التفاعلية».

## نبذة
تدور أحداث اللعبة في عام 2052، في عالم ما بعد المحرقة ذي طابع السايبربانك، وتتبع اللعبة «جي سي دينتون»، العميل في وكالة تخيلية تُسمى «تحالف الأمم المتحدة لمكافحة الإرهاب» (UNATCO)، والذي اكتسب قدرات خارقة من خلال تقنية النانو، وينطلق لمحاربة القوات العدائية في عالم دمرته اللامساواة ووباء مميت. تؤدي مهامه إلى تورطه في مؤامرة تُدخله في صراع مع منظمة «الثالوث»، و«ماجستيك 12»، و«الطبقة المستنيرة».
تدمج طريقة لعب «ديوس إكس» بين عناصر «التصويب من منظور الشخص الأول» وبين عناصر أنواع ألعاب خفة الحركة، والمغامرة، وتقمّص الأدوار، مما يتيح إكمال مهام اللعبة بطريقة متنوعة، ويؤدي هذا بدوره إلى نتائج مختلفة. إن اللعبة تُلعب من منظور الشخص الأول، وبالتالي يستطيع اللاعب تعديل قدرات «دينتون» المتنوعة بما يناسبه، مثل مهارات الأسلحة أو فتح الأقفال، وزيادة كفاءته في تلك المهارات، مما يفتح الباب أمام مسارات مختلفة للاستكشاف واللعب، وتنويع أساليب التفاعل مع الشخصيات الأخرى أو التلاعب بها. يستطيع اللاعب إكمال المهام الجانبية بعيدًا عن القصة الأصلية عن طريق الحركة بحرية حول المناطق المتاحة، ويساعده ذلك على كسب نقاط خبرة تُمكّنه من ترقية قدراتهم، وإيجاد وسائل بديلة للتعامل مع المهام الرئيسية. تستعمل محرك انريل انجن وصدرت لأجهزة ميكروسوفت ويندوز في شهر يونيو عام 2000، بينما صدرت للأجهزة التي تعمل بنظام تشغيل "Mac OS" في الشهر التالي، كما صدرت نسخة معدلة من اللعبة لأجهزة «بلاي ستيشن 2» في عام 2002. وفي السنوات التالية لإطلاقها، تلقت أُجريت تحسينات إضافية على لعبة «ديوس ماشينا»، كما أضيف لها محتويات جديدة مأخوذة من مقترحات مُجتمع المعجبين باللعبة.
تلقت اللعبة إشادة من النقاد، بما في ذلك حصولها على لقب «أفضل لعبة كمبيوتر على الإطلاق» في قائمة مجلة "PC Gamer" لـ «أفضل 100 لعبة كمبيوتر على الإطلاق» لعام 2011، وفي استطلاع أجرته مجلة الألعاب البريطانية "PC Zone". حصلت على العديد من جوائز «أفضل لعبة لهذا العام»، حيث نالت الثناء على تصميماتها الرائدة لعملية اختيار اللاعب والمسارات السردية المتعددة. تعتبر لعبة «ديوس إكس» واحدة من أفضل ألعاب الفيديو على الإطلاق، وباعت أكثر من مليون نسخة اعتبارًا من 23 أبريل 2009. أدت اللعبة إلى سلسلة ألعاب، تتضمن لعبة مُكمّلة للجزء الأول: Deus Ex: Invisible War (2003)، وثلاثة أجزاء تجري أحداثها قبل أحداث الجزء الأول: Deus Ex: Human Revolution (2011)، وDeus Ex: The Fall (2013)، وDeus Ex: Mankind Divided (2016).

## اسلوب اللعب
تتضمن لعبة «ديوس إكس» عناصر من أربعة أنواع من ألعاب الفيديو، هي: التقمص، والتصويب من منظور الشخص الأول، والمغامرة، و«المحاكاة بالانغماس»، وهذا النوع الأخير معناه اللعبة التي «لا يوجد بها شيء يذكرك بأنك تلعب لعبة وحسب». على سبيل المثال، تستخدم اللعبة كاميرا بمنظور الشخص الأول أثناء اللعب، وتتضمن سماتها الأساسية الاستكشاف والتفاعل بين الشخصيات.
يقوم اللاعب بدور «جي سي دينتون»، وهو عميل ذي قدرات مُعزّزة بتكنولوجيا النانو في «تحالف الأمم المتحدة لمكافحة الإرهاب» (UNATCO). إن تكنولوجيا النانو آلية لعب محورية، وتسمح للاعبين بأداء أفعال خارقة.

### عناصر تبادل الأدوار
تُكافأ شخصية اللاعب بـ«نقاط المهارة» عندما يحقق الأهداف الموضوعة، وتُستخدم نقاط المهارة لتعزيز قدرات الشخصية في أحد عشر مجالًا مختلفًا، وقد تم تصميمها لمنح اللاعبين وسيلة لتخصيص شخصياتهم، حيث يمكن للاعب إنشاء شخصية تركز على القتال من خلال زيادة الكفاءة في استخدام المسدسات أو البنادق، أو إنشاء شخصية أكثر مكرًا من خلال التركيز على مهارة فتح الأقفال وقدرات القرصنة على الكمبيوتر. هناك أربعة مستويات كفاءة مختلفة في كل مهارة، وتزداد تكلفة نقطة المهارة مع التقدم في كل مستوى.
يمكن تخصيص الأسلحة من خلال «تعديلات الأسلحة»، والتي يمكن العثور عليها أو شراؤها في جميع أنحاء اللعبة. قد يضيف اللاعب منظار بندقية قناص أو كاتمات صوت أو منظار ليزر؛ أو زيادة مدى السلاح أو دقته أو حجم الذخيرة؛ أو تقليل وقت الارتداد وإعادة التحميل؛ بما يتناسب مع نوع السلاح.
يتم تشجيع اللاعبين أيضًا على تخصيص شخصياتهم من خلال التعزيزات النانوية - وهي أجهزة إلكترونية سبرانية تمنح الشخصيات قوى خارقة. تحتوي اللعبة على ثمانية عشر نوعًا مختلفًا من التعزيزات النانوية، ولكن اللاعب لا يستطيع تثبيت إلا تسع تعزيزات كحد أقصى، حيث يجب استخدام كل منها على جزء معين من الجسم: واحد في الذراعين والساقين والعينين والرأس؛ اثنان تحت الجلد. وثلاثة في الجذع.  يفرض هذا على اللاعب ضرورة الاختيار بعناية من بين المزايا التي يقدمها كل تعزيز. على سبيل المثال، يتطلب تكبير الذراع من اللاعب الاختيار بين تعزيز مهارة شخصيته في القتال اليدوي أو قدرته على رفع الأشياء الثقيلة.
كان التفاعل مع الشخصيات من غير اللاعبين (NPCs) محل تركيز كبير في التصميم. عندما يتفاعل اللاعب مع شخصية من غير اللاعبين، تدخل اللعبة وضع محادثة مقتطع حيث يطوّر اللاعب المحادثة عن طريق الاختيار من قائمة خيارات الحوار، تؤثر اختيارات اللاعب تأثيرًا كبيرًا على كل من طريقة اللعب والحبكة، حيث ستتفاعل الشخصيات من غير اللاعبين بطرق مختلفة بناءً على الإجابة المحددة (على سبيل المثال: الوقاحة تقلل احتمال مساعدتهم للاعب).

### عناصر القتال
تحتوي «ديوس إكس» على نمط معارك مشابه لألعاب التصويب من منظور الشخص الأول، مع حركة في الوقت الفعلي، من منظور الشخص الأول، وأسلوب لعب قائم على رد الفعل. نظرًا لأن اللاعب غالبًا ما يواجه مجموعات أعداء في وقت واحد، يميل القتال نحو النهج التكتيكي، بما في ذلك استخدام الغطاء والقصف و«الكر والفر». وجد أحد المراجعين في صحيفة "USA Today" أنه «في أسهل مستويات الصعوبة، تُقتل شخصيتك مرارًا وتكرارًا في هجمات الإرهابيين البشر والروبوتات حتى تتعلم قيمة التسلل وخفة الحركة.»  ومع ذلك، تتيح أنظمة تقمص الأدوار في اللعبة تطوير مهارات الشخصية وتعزيزاتها لخلق متخصص قتال ضخم الجثة، يمتلك القدرة على التعامل مع الهجوم وتحمُل قدر كبير من الأضرار.[بحاجة لمصدر] سوف تمدح شخصيات غير اللاعبين الشخصية الرئيسية أو تنتقدها اعتمادًا على استخدام القوة، مما يدمج عنصرًا أخلاقيًا في طريقة اللعب.
تتضمن لعبة «ديوس إكس» علامة تصويب رأسية متصالبة، يوضّح حجمها مكان سقوط الطلقات باستمرار، بناءً على الحركة والتصويب والسلاح المستخدم، وتتوسع الشبكة أثناء حركة اللاعب أو تغييره لهدف التصويب، وتنكمش ببطء إلى حجمها الأصلي عندما لا يقوم بأي فعل.  تعتمد سرعة انكماش الشبكة على كفاءة الشخصية في استخدام السلاح المُجهّز، وعدد تعديلات الدقة المُضافة إلى السلام، ومستوى التعزيز النانوي الخاص بـ «التصويب».
تحتوي «ديوس إكس» على 24 سلاح، تتراوح من العتلات وأسلحة الصدمات الكهربائية، وعصا التعامل مع الشغب إلى الصواريخ المضادة للدبابات الموجهة بالليزر، والبنادق الهجومية، كما يتوافر أسلحة مميتة وغير مميتة، ويستطيع اللاعب استخدام عدّة أسلحة متاحة حسب الفرصة، مثل طفايات الحريق.

### اختيار اللاعب

يتم منح اللاعبين طرقًا متعددة لاجتياز العقبات، من فتح الاقفال إلى القتال المسلح.

متاح أمام اللاعبين أساليب متنوعة للتغلب على العوائق، من فتح الأقفال إلى القتال المسلح.
تركز طريقة لعب «ديوس إكس» على اختيار اللاعب، حيث يمكن تحقيق الأهداف بوسائل عديدة، منها التسلل وخفة الحركة، والقنص، والهجوم المباشر الثقيل، والحوار، أو الهندسة وقرصنة الكمبيوتر. إن هذا المستوى من الحرية يتطلب تصميم جميع المستويات والشخصيات والألغاز بوفرة كبيرة، لأن لعب اللعبة بشكل مبسط ومباشر مرة واحدة سيجعل اللاعب يفوّت أجزاء كبيرة من الحوارات والمناطق وأنواع المحتوى الأخرى. علاوة على ذلك، يُشجّع اللاعب في بعض المهام على تجنب استخدام القوة المميتة، وقد تتغير بعض جوانب القصة وفقًا لاختيار اللاعب لمستوى العنف الذي يريد ممارسته. أحد الأشياء الأخرى غير المعتادة في اللعبة هي أن اثنين من كبار الشخصيات الشريرة فيها يمكن قتلهما في مرحلة مبكرة من اللعبة، أو تركهما لهزيمتهما لاحقًا، ويؤثر هذا أيضًا على كيفية تفاعل الشخصيات الأخرى مع اللاعب.
إن تركيز لعبة «ديوس إكس» على اختيارات اللاعب دفع البعض إلى مقارنتها بلعبة "System Shock"، وهي اللعبة التي استُلهم منها تصميم «ديوس إكس». إن هذه العوامل مُجتمِعة تمنح اللعبة إمكانية «إعادة لعب» قوية، لأن اللاعب سيمر بتجارب مختلفة بشكل كبير وفقًا للأساليب التي سيستخدمها لتحقيق أهدافه.

### اللعب الجماعي
صُممت لعبة «ديوس إكس» كلعبة ذات لاعب منفرد، والإصدارات الأولية من نسخ اللعبة على برامج تشغيل ويندوز وماكينتوس لم تتضمن خاصية «اللاعبين المتعددين»، ولكن دُمجت لاحقًا تعديلات اللاعبين المتعددين عن طريق «الباتشات» أو «التصحيحات». يتكوّن العنصر الجديد من ثلاثة تعديلات للعبة، وهي: مباراة الموت، ومباراة الموت بالفريق الأساسي، ومباراة الموت بالفريق المتقدّم. أُضيفت خمسة خرائط مبنية على المستويات الخاصة بجزئية «اللاعب المنفرد» في اللعبة إلى «تصحيح» اللاعبين المتعددين الأصلي، ولكن يوجد العديد من الخرائط التي صنعها المستخدمين. إن إصدار «بلاي ستيشن 2» من «ديوس إكس» لا يحتوي على تعديل اللاعبين المتعددين. أُعلن في شهر إبريل 2014 أن شركة  GameSpy ستوقف خدمات الخادم الرئيسي الخاصة بها، مما أثر على «ديوس إكس» أيضًا، وأدى ذلك إلى إنشاء «تصحيح من صنع المجتمع» لخاصية اللاعبين المتعددين ردًا على ذلك.

## ملخص

### البيئة والشخصيات
تجري أحداث «ديوس إكس» عام 2085، في تاريخ بديل نظريات المؤامرة الموجودة في عالمنا عبارة عن حقائق فيه. يتضمن هذا التخمينات الخاصة بـ «المروحيات السوداء» و«اللقاحات» و«الوكالة الفيدرالية لإدارة الطوارئ» (FEMA)، وكذلك «المنطقة 51»، وشبكة ECHELON، و«الرجال ذوو الحِلة السوداء» وكائنات «تشوباكابرا» (في شكل «كائنات شحمية»)، و«الفضائيين الرماديين». علاوة على ذلك، فإن الجماعات الغامضة مثل «ماجستيك 12»، و«الطبقة المستنيرة»، و«فرسان المعبد»، و«جماعة بيلدربيرج»، و«اللجنة الثلاثية» تلعب جميعها دورًا محوريًا في الحبكة، أو تم التلميح لها أثناء اللعبة.
تصوّر لعبة «ديوس إكس» مجتمعًا ينحدر إلى الفوضى، ويعاني انقسامًا حادًا بين الأغنياء والفقراء، وليس انقسامًا اجتماعيًا فقط، وإنما انقسامًا ماديًا فعليًا أيضًا في بعض المدن، ويوجد وباء قاتل يُسمى «الموت الرمادي» يجتاح سكان العالم، خاصة في الولايات المتحدة، وليس له علاج. يوجد لقاح مُصنّع يُسمى «أمبروشا»، صنّعته شركة «فيرسالايف» (VersaLife) لتخفيف آثار الفيروس، ولكن الكمية المتاحة منه قليلة جدًا. ونظرًا لندرة اللقاح، لا يُتاح إلا لمَن يعتبرون «ضروريين للنظام الاجتماعي»، ويُوزّع بشكل أساسي على موظفي الحكومي، والعسكريين، والأغنياء والمؤثرين، والعلماء، والنخبة الفكرية. ونتيجة انعدام الأمل أمام عامة الشعب، اندلعت الاحتجاجات والفوضى في جميع أنحاء العالم، وتشكّلت بعض المنظمات الإرهابية وأعلنت ان هدفها هو مساعدة المضطهدين، ومن بين تلك المنظمات «القوات الانفصالية الوطنية» (NFS) في الولايات المتحدة، وجماعة فرنسية تُسمى بـ «سيلويت» أو «الظل».
حاولت تحاول الأمم المتحدة مجابهة تلك التهديدات للنظام العالمي عن طريق توسيع نطاق تأثيرها حول العالم، وشكّلت «تحالف الأمم المتحدة لمكافحة الإرهاب» (UNATCO) . يقع مقر التحالف في مدينة نيويورك في ملجأ مُدعّم تحت «جزيرة الحرية»، وبُني الملجأ هناك بعد هجمة إرهابية على «تمثال الحرية».
إن الشخصية الرئيسية في لعبة «ديوس إكس» هو عميل UNATCO "جي سي دينتون" (يؤدي صوته الممثل "جاي فرانك")، وهو أول عميل ضمن مجموعة جديدة من العملاء الذين تم تعديلهم بدنيًا باستخدام تكنولوجيا النانو لاكتساب قدرات خارقة، بالإضافة إلى أخيه "بول" (يؤدي صوته "جاي فرانك" أيضًا)، الذي انضم إلى UNATCO للانتقام لمقتل والديه على يد جماعة «ماجستيك 12». يتضمن زملاءه في UNATCO العملاء الميدانيين المُعززين ميكانيكيًا والأكفّاء عديمي الرحمة "جانثر هيرمان" و"آنا نافاري"، وضابط التموين والإمدادات الجنرال "سام كارتر"، ورئيس UNATCO البيروقراطي "جوزيف ماندرلي"، وتقني الاتصالات في UNATCO" أليكس جاكوبسون، الذي كانت شخصيته واسمه مبنيين على شخصية "آليك جاكوبسون" ابن أخت وارين سبيكتور.
إن مهام التي يؤديها «جي سي» تجعله يتواصل مع شخصيات متنوعة، منها قائد NSF «جوان ليبيديف»، والمخترق «هاكر» والعالِم «تراسر تونج»، وخبير تكنولوجيا النانو «جاري سافيدج»، و«نيكوليت دوكلار» (ابنة عضو في جماعة الطبقة المستنيرة)، وقائد الطبقة المستنيرة السابق «مورجان إيفريت»، وشخصيات الذكاء الصناعي: «ديادلوس» و«إيكاروس»، بالإضافة إلى «بوب بيدج» مالك شركة «فيرسالايف» وقائد «ماجستيك 12»، وهي منظمة سرية استولت على البنية التحتية لجماعة الطبقة المستنيرة، مما سمح له بالتحكم في العالم لتحقيق غاياته الخاصة.

### الحبكة
بعد أن أكمل «جي سي دينتون»، عميل UNATCO، تدريبه، تولى عدّة مهام كلفه بها المدير «جوزيف ماندرلي» لتتبع أعضاء «القوات الانفصالية الوطنية» (NSF)، وشحنات لقاح «أمبروشا» التي سرقوها، والتي تُعَد علاجًا لفيروس «الموت الرمادي». قابل «جي سي» أخوه «بول» مرة أخرى عن طريق هذه المهام، ووجد أنه أيضًا تم تعزيزه بالنانو. يتتبع «جي سي» شحنة لقاح أمبروشا إلى محطة خاصة في مطار «لاجوارديا»، ويقابل «بول» «جي سي» خارج الطائرة، ويشرح له أنه انشق عن UNATCO، ويعمل حاليًا مع NFS بعد أن عَلِم أن «الموت الرمادي» هو فيروس من صنع الإنسان، وأن UNATCO تستخدم سلطتها لضمان أن النخبة فقط هي التي بإمكانها الحصول على اللقاح.
يعود «جي سي» إلى المقر الرئيسي لـ UNATCO، ويخبره «ماندرلي» أن كل من «جي سي» و«بول» زُرِع فيهما «زِر قتل» يُفعّل أثره خلال 24 ساعة، وأن زِر قتل بول تم تفعيله بسبب خيانته للمنظمة. يأمر «ماندرلي» «جي سي» بالذهاب إلى «هونج كونج» لقتل «تراسر تونج»، وهو قرصان إنترنتي (هاكر) تواصَل معه «بول»، ويستطيع تعطيل «زر القتل». بدلاً من ذلك، يعود «جي سي» إلى شقة «بول» ويجده مختبئًا بداخلها. يشرح «بول» أسباب انشقاقه أكثر، ويشجع «جي سي» على الانشقاق أيضًا عن طريق إرسال رسالة استغاثة لتنبيه حلفاء NFS، وبمجرد فعله لهذا، يصبح «جي سي» منشقًا ومجرمًا مطلوبًا من UNATCO، ويتم تنشيط «زر قتله» بواسطة «والتون سيمونز» مدير «الوكالة الفيدرالية لإدارة الطوارئ» (FEMA). لا يستطيع «جي سي» الهروب من قوات UNATCO، ويتم أخذه وبول (بشرط أن يكون نجا من الهجوم على الشقة) إلى سجن سري تحت مقر UNATCO. يتواصل كيان يُسمى بـ «ديدالوس» بـ «جي سي»، ويخبره أن السجن جزء من «ماجستيك 12»، ويرتب لهروبه وبول. يهرب الاثنان إلى هونج كونج للقاء «تونج»، الذي يعطل زر القتل الخاص بكلاهما. يطلب «تونج» من «جي سي» التسلل إلى مبني «فيرسالايف»، وبعد فعله لهذا، يكتشف «جي سي» أن الشركة هي مصدر «الموت الرمادي»، وأن باستطاعته سرقة مخططات الفيروس، وتدمير «المقاول العام» (UC) الذي ينتِجه.
يتضح من تحليل الفيروس أن بِنيته تم تصميمها بواسطة «الطبقة المستنيرة»، مما يدفع «تونج» إلى إرسال «جي سي» إلى باريس لطلب مساعدتهم في مواجهة «ماجستيك 12». يجتمع «جي سي» بقائد الطبقة المستنيرة "مورجان إيفيريت"، ويكتشف أن التكنولوجيا وراء «الموت الرمادي» كان هدفها الأصلي هو أن تُستخدَم في "التعزيز"، ولكن «ماجستيك 12»، بقيادة "بوب بيدج" رجل الأعمال الملياردير والعضو السابق في الطبقة المستنيرة، سرقوا التكنولوجيا واستخدموها في أغراض أخرى. يُدرك "إيفيرت" أنه بدون «المقاول العام» الخاص بـ «فيرسالايف»، لن تستطيع «ماجستيك 12» إنتاج الفيروس، ومن المرجح أن تستهدف "قاعدة فاندينبرج" للقوات الجوية"، وهي المكان الذي انتقلت إليه "إكس-15"، وهي مجموعة من علماء "المنطقة 15" السابقين، وبَنَت فيها "مقاول عام" آخر. بعد مساعدة موظفي القاعدة الجوية في مكافحة هجوم «ماجستيك 12»، يجتمع «جي سي» بـ "جاري سافيدج"، قائد "إكس-51"، الذي يكشف له أن «ديدالوس» هو ذكاء صناعي (AI) ناتج عن برنامج إيكيلون .
يحاول "إيفيريت" التحكم في شبكة اتصالات «ماجستيك 12» عن طريق إطلاق «ديدالوس» في شبكات الجيش الأمريكي، ولكن «بيدج» يواجهه عن طريق إطلاق ذكاءه الصناعي الخاص "إيكاروس". يندمج "إيكاروس" مع «ديدالوس» لتكوين ذكاء صناعي جديد يُسمى «هيليوس» بإمكانه التحكم في جميع الاتصالات العالمية. يطلب "سافيدج" مساعدة «جي سي» في الحصول على مخططات إعادة إنشاء مُكوّنات «المقاول العام» (UC) التي تضررت أثناء هجمة «ماجستيك 12» على فاندينبرج. يجِد «جي سي» المخططات ويرسلها إلى "سافيدج" يقاطع «بيدج» عملية الإرسال، ويُطلق "صاروخ نووي" على "فاندينبرج لضمان أن "المنطقة 51"، التي أصبحت المقر الرئيسي لـ «ماجستيك 12» الآن، هي الموقع الوحيد في العالم الذي يحتوي على UC عامل، ولكن «جي سي» يستطيع إعادة برمجة الصاروخ ويوجهه إلى ضرب المنطقة 51.
سافر «جي سي» إلى المنطقة 51 لمواجهة «بيدج»، ويكشف له «بيدج» أنه يسعى إلى الاندماج مع «هيليوس» لاكتساب سيطرة مطلقة على تكنولوجيا النانو. يتواصل «تونج» و«إيفريت» و«هيليوس» مع «جي سي» بالتزامن، ويطلب الثلاثة مساعدته في هزيمة «بيدج» مع استمرارهم في تحقيق غاياتهم الخاصة. يسعى «تونج» إلى إعادة العالم إلى «عصور الظلام» عن طريق تدمير محور الاتصالات العالمية، ومنع أي شيء من السيطرة على العالم ، بينما يعرض «إيفريت» على «جي سي» فرصة إعادة «الطبقة المستنيرة» إلى السلطة عن طريق قتل «بيدج»، واستخدام تكنولوجيا المنطقة 51 لحُكم العالم بشكل خفي. أما هيليوس، فيريد الاندماج مع «جي سي» وحكم العالم كـ «ديكتاتور خيّر» ذي معرفة مُطلقة ومنطق حكيم. يحدد قرار اللاعب المستقبل وينهي اللعبة.

## التطوير
بعد أن أصدرت شركة "Looking Glass Technologies" و"Origin Systems" لعبة "Ultima Underworld II: Labyrinth of Worlds" في يناير 1993، بدأ المُنتِج «وارن سبيكتور» تخطيط لعبة " Troubleshooter"، وهي اللعبة التي ستصبح «ديوس إكس» لاحقًا. وصف «سبيكتور» اللعبة في العرض الذي قدمه عام 1994 بأنها «لعبة من منظور الشخص الأول على طراز لعبة Underworld» في بيئة واقعية، مع «ميزانية كبيرة وحركة مستمرة». بعد تسريح «وارن سبيكتور» وفريقه من شركة "Looking Glass"، عرض «جورن روميرو» من شركة "Ion Storm" عليه فرصة تصميم «لعبة أحلامه» بدون أي قيود.
بدأ إنتاج «ديوس إكس» في أغسطس 1997 تقريبًا، واستمر لمدة ستة أشهر تقريبًا. كان لقب عملية تصميم اللعبة تُسمى «مُطلق النار: كشوفات مجيدة»، وكان من المقرر إطلاقها في الكريسماس عام 1998.  طوّر الفريق بيئة اللعبة قبل آلياتها. لاحظ «سبيكتور» انبهار زوجته بمسلسل "The X-Files"، فربط في ذهنه بين مواضيع «عالم الواقع، وغرابة اهتمامات الألفية الجديدة، والمؤامرة»، وقرر تصميم لعبة عنهم تجذب مجموعة واسعة من الجماهير. إن وثيقة تصميم «مُطلق النار» يجعل اللاعب يؤدي دور «العميل المُعزّز» الذي يعمل ضد مجموعة النخبة في عِقد 2050 «لخطير والفوضوي». استلهمت اللعبة تصميمها من ألعاب مثل  Half-Life و Fallout وThief: The Dark Project و GoldenEye 007، واستخدمت قصص وأضاع من مصادر مثل ألعاب Colossus: The Forbin Project و The Manchurian Candidate وRobocop، ومسلسل The X Files، وفيلم "Men in Black". صمّم الفريق «نظام مهارة» يُظهِر «القدرات الخاصة» الناتجة عن التعزيز بتكنولوجيا النانو، وتجنّب إضافة «إلقاء النرد» والمهارات التي تتطلب إدارة على المستوى المُصغّر. استشهد «سبيكتور» أيضًا بلعبة التقمّص "Suikoden " التي أصدرتها Konami عام 1995 كمصدر إلهام، وصرّح أن «الخيارات المحدودة» في لعبة Suikoden  ألهمته إلى توسيع نطاق الفكرة وتوفير خيارات أكثر وذات معنى أكثر في «ديوس إكس».
في بداية عام 1998، زاد عدد أفراد فريق «ديوس إكس» وأصبح يتكوّن من 20 شخصًا، ودخلت الشركة مرحلة الإنتاج التي استمرت لـ 28 شهرًا. كان فريق التطوير يتكوّن من ثلاثة مبرمجين، وست مصممين، وسبع فنانين، وكاتب، ومنتِج مساعِد، وتقني، وسبيكتور، كما تم تعيين كاتبين وأربع مُختبِرين كمقاولين كمتعهدين إضافيين. كان «كريس نوردون» هو المبرمج الرئيسي والمدير المساعِد، بينما كان «هارفي سميث» المُصمم الرئيسي، و«جاي ليي» الفنان الرئيسي، و«شيلدون باكوتي» الكاتب الرئيسي. دُعي أصدقاء الفريق المُقربين الذين كانوا يعرفون الهدف من اللعبة إلى اختبار لعبها وتقديم آرائهم فيها. أدى النطاق الواسع من الآراء والتعليقات إلى نقاشات مكثفة في المكتب، وإجراء تغييرات على اللعبة. استنتج سبيكتور لاحقًا أن الفريق «أعمته وعود الحرية الإبداعية الكاملة»، واعتقادهم بأن اللعبة لن يكون لها قيود في الميزانية أو التسويق أو الوقت. بحلول منتصف عام 1998، أصبح عنوان اللعبة هو «ديوس إكس»، وهو اسم مشتقة من الأداة الأدبية المُستخدمة في الأدب اللاتيني التي تُسمى "deus ex machina" أو «الإله من الآلة»، وفيها يتم حل حبكة العمل الأدب عن طريق تدخُل غير متوقع.
شعر سبيكتور أن أفضل جوانب عملية تطوير «ديوس إكس» كانت «الرؤية عالية المستوى» وطول فترة مرحلة «ما قبل الإنتاج»، والمرونة في المشروع، و«المهام الأولية» القابلة للاختبار، وترخيص "Unreal Engine". تضمنت عيوب الفريق كل من هيكل الإدارة، والأهداف غير الواقعية، والتهوين من مخاطر الذكاء الصناعي، وطريقة تعاملهم مع «المهام الأولية»، وانخفاض المعنويات بسبب التعليقات الإعلامية السلبية. صدرت «ديوس إكس» يوم 23 يونيو 2000، ونُشرتها شركة "" في منصة «ميكروسوفت ويندوز». خطط الفريق منافذ طرف ثالث لأنظمة تشغيل Mac OS 9 و Linux.

### التصميم
كان وثيقة التصميم الأصلي للعبة «ديوس إكس» عام 1997 يركز على تطور الشخصية أكثر من جميع الخصائص الأخرى. صُممت اللعبة لتحطيم أنواع الألعاب النمطية، وضمّت جوانب متعددة من أنواع مختلفة مثل: المحاكاة، والتقمُص، والتصويب من منظور الشخص الأول، والمغامرة.  أراد الفريق أن يُفكر اللاعبون في «مَن يريدون أن يكونوا» في اللعبة، وأن يُعدّل هذا من طريقة تصرفهم في اللعبة. بهذه الطريقة، كان عالم اللعبة بمثابة «محاكاة عميقة»، أو واقعي وقابل للتصديق ويجعل اللاعبين يصدقون أن اللاعب بإمكانه حل المشكلات بطرق فعالة ومبتكرة، دون ملاحظة الألغاز المختلفة، ولكن المحاكاة فشلت في النهاية في الحفاظ على مستوى الانفتاح المطلوب، واضطر الفريق إلى دمج «مهارة» القوة الضاربة، و«الحركة» و«تفاعل الشخصيات» في كل مستوى. كشف اختبار اللعب أيضًا أن فكرتهم عن لعبة التقمُص المبنية على عالم الواقع كانت مثيرة نظريًا ولكنها أقل إثارة عمليًا، لأن بعض الجوانب الخاصة بالعالم الواقعي لم تكن مثيرة في اللعبة، مثل الفنادق ومباني المكاتب.  

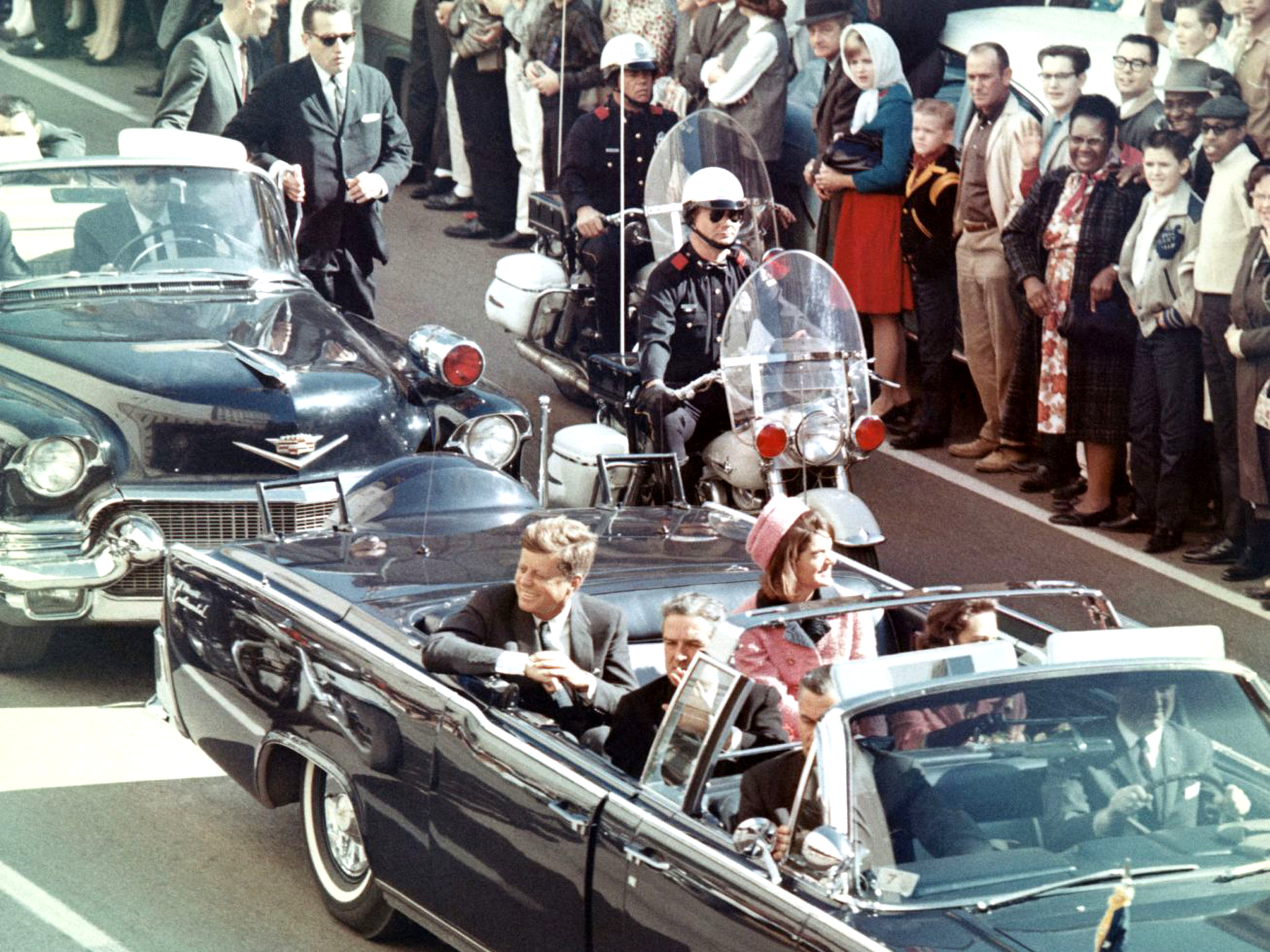
كان حبكة "ديوس إكس" مستلهمة من نظريات المؤامرة، مثل نظرية المؤامرة الخاصة باغتيال الرئيس الأمريكي "جون ف. كينيدي".

تغيرت قصة اللعبة بشكل كبير أثناء الإنتاج ، لكن فكرة بطل الرواية المعزز في مكافحة الإرهاب المسمى جي سي دينتون بقيت طوال الوقت.  على الرغم من أن سبيكتور صور في الأصل Deus Ex على أنه أقرب إلى The X-Files ، إلا أن الكاتب الرئيسي Sheldon Pacotti شعر أنه انتهى به الأمر مثل جيمس بوند .  كتب سبيكتور أن الفريق وسع نفسه من خلال التخطيط لمشاهد متقنة للغاية.  تغيّرت قصة اللعبة تغييرًا كبيرًا أثناء الإنتاج، ولكن فكرة البطل المُعزّز المكافِح للإرهاب المُسمى «جي سي دينتون» ظلت كما هي. كان سبيكتور يتصوّر لعبة «ديوس إكس» كلعبة شبيهة بـ "The X Files"، ولكن الكاتب الرئيسي «شيلدون باكوتي» شعُر أن اللعبة أصبحت أقرب لأفلام «جيمس بوند» في النهاية. كتب سبيكتور أن الفريق أجهد نفسه بالإفراط في التفاصيل، عن طريق تخطيط مشاهد عالية الدقة والتفاصيل. حذف المُصمم «هارفي سميث» مستوى كامل في البيت الأبيض بسبب تعقيده وتفاصيل الإنتاج الصعبة، كما تم تغيير هدف أصول رقمية منتهية أو التخلي عنها تمامًا من قِبل الفريق. قال «بيت دافيسون» المحرر بمجلة "US Gamer" أن «مشهد البيض الأبيض والمخبأ الرئاسي هما المشاهد الحقيقية المحذوفة من مستويات ديوس إكس الضائعة».
تغيّرت قصة اللعبة تغييرًا كبيرًا أثناء الإنتاج، ولكن فكرة البطل المُعزّز المكافِح للإرهاب المُسمى «جي سي دينتون» ظلت كما هي. كان سبيكتور يتصوّر لعبة «ديوس إكس» كلعبة شبيهة بـ "The X Files"، ولكن الكاتب الرئيسي «شيلدون باكوتي» شعُر أن اللعبة أصبحت أقرب لأفلام «جيمس بوند» في النهاية. كتب سبيكتور أن الفريق أجهد نفسه بالإفراط في التفاصيل، عن طريق تخطيط مشاهد عالية الدقة والتفاصيل. حذف المُصمم «هارفي سميث» مستوى كامل في البيت الأبيض بسبب تعقيده وتفاصيل الإنتاج الصعبة، كما تم تغيير هدف أصول رقمية منتهية أو التخلي عنها تمامًا من قِبل الفريق. قال «بيت دافيسون» المحرر بمجلة "US Gamer" أن «مشهد البيض الأبيض والمخبأ الرئاسي هما المشاهد الحقيقية المحذوفة من مستويات ديوس إكس الضائعة».
إن أحد الأشياء التي أراد سبيكتور تحقيقها في ديوس إكس كانت جعل «جي سي دينتون» أشبه بشفرة يحلها اللاعب، وأن يساعده هذا على الانغماس في اللعبة وتجربة اللعب أكثر. لم يرغب في جعل الشخصية تصطنع أي عاطفة، وأن تكون أي مشاعر يشعر بها اللاعب نابعة من مشاعره الشخصية وليس من «جي سي دينتون». ولهذا، وجّه سبيكنتور الممثل الصوتي «جاي أنتوني فرانك» إلى تسجيل حواره بدون أي مشاعر، وإنما باستخدام صوت أحادي جامد، وهذا أمر غير معتاد في التمثيل الصوتي.
لم تعمل أنظمة ألعاب الفريق على النحو المنشود بعد تشفيرها، حيث كانت الاختبارات المبكرة لنظام المحادثة وواجهة المستخدم معيبة. وجد الفريق أيضًا أن التعزيزات والمهارات أقل إثارة للاهتمام مما كانت تبدو عليه في وثيقة التصميم، استجاب هارفي سميث لذلك عن طريق إجراء مراجعة جوهرية للتعزيزات والمهارات. كانت مراحل الإنتاج بمثابة جرس إنذار حول اتجاه اللعبة، فقد كانت إحدى المراحل المُقررة في مايو 1998 تتطلب عرض توضيحي وظيفي، وكشفت حجم خرائط اللعبة تسبب في حدوث مشكلات في معدل الإطارات، وكان هذا أول مؤشر على ضرورة قطع الخرائط. بعد مرور عام كامل، أنهى الفريق مرحلة فارقة في أنظمة لأنظمة الألعاب النهائية، مما أدى إلى وضع تقديرات أفضل لأعمال مهامهم المستقبلية، وتقليص وثيقة التصميم المكونة من 500 صفحة إلى 270 صفحة.  تذكر سبيكتور شعار سميث في هذه النقطة: «الأقل أدَل».
كانت إحدى أكبر النقاط العمياء للفريق هي برمجة الذكاء الاصطناعي لـ NPCs. كتب سبيكتور أنهم درسوا الأمر في مرحلة ما قبل الإنتاج ، لكنهم لم يكتشفوا كيفية التعامل معه حتى «وقت متأخر نسبيًا في مرحلة التطوير»، مما أدى إلى إضاعة الوقت عندما اضطر الفريق إلى تجاهل كود الذكاء الاصطناعي القديم. قام الفريق بالبناء على الذكاء الاصطناعي القائم على مُطلق النار في مُحرك اللعبة، بدلاً من كتابة كود جديد من شأنه أن يسمح للشخصيات بإظهار مشاعر مقنعة. نتيجة لذلك، أصبح سلوك NPC متباينًا حتى نهاية مرحلة التطوير. شعُر سبيكتور أن «الخطيئة» التي وقع فيها الفريق هي عرضهم غير المتسق لـ «ذكاء اصطناعي بشري» موثوق.

### التقنية

استخدمت ديو إكس محرك اللعبة Unreal ، والذي تم تصميمه لالعاب منظور الشخص الأول

استخدمت لعبة «ديوس إكس» «محرك ألعاب Unreal» الذي كان مُصممًا لألعاب التصويب من منظور الشخص الأول.
تم تطوير اللعبة في أنظمة تتضمن «بينتيوم برو» ثنائي المعالج 200s، وأثلون 800s، بأقراص صلبة بسعة 8 و 9 جيجابايت، وبعضها يستخدم SCSI. استخدم الفريق «أكثر من 100 بطاقة فيديو» أثناء مرحلة التطوير. بُنيت لعبة «ديوس إكس» باستخدام برامج Visual Studio و Lightwave و Lotus Notes، كما صنعوا مُحرر حوار مخصص هو ConEdit  . استخدم الفريق UnrealEd، بالإضافة إلى محرك ألعاب Unreal، في تصميم الخريطة، وكتب سبيكتور عن هذا أنه: «يتفوق على أي شيء آخر متاح». إن ثقتهم في UnrealScript دفعتهم إلى تصميم «حالات خاصة» لاحتياجات مهامهم المباشرة، بدلاً من استخدام كود حالات متعددة عام أكثر. وبالرغم من أن بعض أعضاء الفريق أعربوا عن قلقهم حيال هذا، إلا أن الفريق لم يعالج الأمر إلا في مرحلة لاحقة من المشروع، وقال سبيكتر أن هذا كان درسًا في تفضيل «الحلول العامة» بدلاً من «القوالب الخاصة» دائمًا، لأنها الحلول العامة تعمل بطريقة متوقعة.
لقد انتظروا حتى انتهاء مرحلة ما قبل الإنتاج لترخيص محرك اللعبة، وتوقعوا أن يؤدي الترخيص المتأخر إلى زيادة الوقت المتاح لإتمام المحتوى وطريقة اللعبة، وهو ما أكده سبيكتور بالفعل. اختار الفريق محرك "Unreal"، لأنه قادر على أداء 80% من الأشياء التي يحتاجونها من المحرك، وكان سعره أوفر من بناء محرك من الصفر. إن فريق المبرمجين الصغيرة وفّر مجموعة تصميم أكبر، كما وجد المبرمجون أن المحرك ملائم بالفعل، وإن كان الأمر تطلب تسعة أشهر للتأقلم مع البرنامج. شعُر سبيكتور أنهم كانوا سيفهمون الكود بشكل أفضل لو قاموا ببنائه بأنفسهم، بدلاً من «التعامل مع المحرك كصندوق أسود» والترميز بشكل متحفظ، وقد أقر بأن هذا أدى إلى ظهور مشكلات Direct3D في الإصدار النهائي من اللعبة، وهي مشكلات لم ينتبهوا لها خلال اختبار ضمان الجودة. أشار سبيكتور أيضًا إلى أن الذكاء الاصطناعي وإيجاد الطرق وانتشار الصوت قد تم تصميمه لأجل الرُماة، وأنه كان يجب إعادة كتابته من الصفر بدلاً من الاعتماد على المحرك، ولكنه اعتقد أن المحرك المرخص يعمل بشكل جيد بما يكفي لدرجة أنه توقع استخدام نفس المحرك في الجزء التالي من اللعبة «ديوس إكس: الحرب الخفية» و«اللص 3»، وأضاف أنه لا يجب على المطورين محاولة إجبار تقنيتهم على الأداء بطرق غير المستهدفة منها، وأن عليهم إيجاد توازن بين الكمال والعملية.

### الموسيقى
ألّف الموسيقي التصويرية في «ديوس إكس» كل من «ألكسندر براندون» (المساهم الرئيسي، بما في ذلك تأليف التتر الأساسي)، و«دان جاردوبي» («القاعدة البحرية» و«فاندينبرج»)، وميتشيل فان دين بوس ("UNATCO"، و«حقل ليبيديف الجوي»، و«الحركة في ليبيديف»، و«قصر دوكلار»، بالإضافة إلى مساهمة ثانوية في بعض ملفات «براندون» الموسيقية، و«ريفز جابريلز» (بار NYC) . تلقت الموسيقى التصويرية ثناءً كبيرًا من النقاد لأنها كانت عنصرًا مكملاً للمناخ الصعب السائد في اللعبة، بألحان وموسيقى محيطية تدمج بين عدّة أنواع موسيقية، مثل موسيقى التكنو والجاز والموسيقى الكلاسيكية. تُبرِز الموسيقى عنصرًا حركيًا أساسيًا، مشابهًا لنظام iMUSE الذي استُخدم في ألعاب LucasArts في بداية التسعينات، فأثناء اللعب، ستتغير الموسيقى إلى تكرار مختلف من الأغنية المشغلة حاليًا وفقًا لأفعال اللاعب، كمثال: عندما يبدأ اللاعب محادثة أو يشارك في معركة أو ينتقل إلى المستوى التالي. إن كل الموسيقى الموجودة في اللعبة مُحددة بمسارات، وتم تحويل مساهمة «جابريل» (بار NYC) إلى النموذج الذي وضعه «براندون».

## الإصدار
صدرت «ديوس إكس» وأُعيد إصداره أكثر من نسخة منها منذ نشرها لأول مرة، كما كانت الأساس وراء العديد من التعديلات (Mods) التي طورها مجتمع معجبين اللعبة.
إن «ديوس إكس: إصدار لعبة العام»، الصادرة في 8 مايو 2001، تحتوي على أحدث تحديثات اللعبة، ومجموعات أدوات تطوير برمجيات، وأسطوانة مدمجة منفصلة بها الموسيقى التصويرية، وصفحة من صحيفة خيالية اسمها «شمس منتصف الليل» تظهر كثيرًا في «ديوس إكس» وتنشر أحدث الأخبار عما يجري في عالم اللعبة، ولكن الإصدارات اللاحقة من هذه النسخة لا تتضمن الأسطوانة المدمجة الخاصة بالموسيقى التصويرية، بينما تحتوي على نسخة PDF من الصحيفة في أسطوانة اللعبة.
صدرت نسخة نظام التشغيل «ماكنتوش» بعد نسخة «ميكروسوفت ويندوز» بشهر، وكانت تتضمن نفس القدرات، ويمكن إضافة مُكملات (باتش) لدعم اللاعبين المتعددين، ولكن الناشر "Aspyr Media" لم يُصدر أي نسخ أو مُكملات إضافية للعبة. من ثمّ، فإن اللعبة مدعومة على نظام تشغيل "Mac OS 9" والنسخة «الكلاسيكية» في "Mac OS X" فقط، وكلاهما غير متوافقة مع أجهزة ماكنتوش المبنية على رقاقات شركة «إنتل». تعمل نسخة الويندوز على أجهزة ماكنتوش التي تستخدم رقاقة «إنتل» باستخدام برامج مثل Crossover أو Boot Camp أو برامج أخرى تسمح بتشغيل نسخة ويندوز متوافقة بالعمل على جهاز ماكنتوش.
صدرت النسخة الخاصة بجهاز «بلاي ستيشن 2» في 26 مارس 2002، ولكن تم تغيير اسمها إلى «ديوس إكس: المؤامرة» في النسخ الصادرة خارج أوروبا. تضمنت هذه النسخة حركات شخصيات مُعززة بلاقط حركة، ولقطات سينائية للمقدمة والنهاية في مرحلة ما قبل الإنتاج النهائي، حيث حلّت محل النسخ الأصلية، واحتوت على واجهة بسيطة ذات خاصية «تصويب تلقائي» اختياري. كان هناك الكثير من التغييرات الثانوية في تصميم المستوى، بعضها لموازنة طريقة اللعب، ولكن أغلبها أضيف لتعزيز تحميل مناطق الانتقالات ، نظرًا لقيود الذاكرة في «بلاي ستيشن 2». أُعيد إصدار نسخة «بلاي ستيشن 2» في أوروبا على «بلاي ستيشن 3» كنسخة كلاسيكية من «بلاي ستيشن 2» في 16 مايو 2012.
عملت شركة «لوكي للألعاب» (Loki Games) على نسخة نظام التشغيل «لينوكس» من اللعبة، ولكن الشركة اضطرت للإغلاق قبل صدور اللعبة، ولكن طبقة OpenGL التي كتبوها للمنفذ تم إرساله إلى اللاعبين على نظام ويندوز عن طريق «باتش أونلاين».
على الرغم من أن اختبار ضمان الجودة لم يكشف المشكلات الرئيسية في Direct3D، إلا أن اللاعبين لاحظوا «تباطؤًا كبيرًا» بعد إطلاق اللعبة مباشرةً، ولم يفهم الفريق «الصندوق الأسود» الخاصة بمحرك "Unreal" بما يكفي لجعله يقوم بما يريدونه منه بالضبط. صنّع سبيكتور مراجعات «ديوس إكس» إلى فئتين، وهما فئة تبدأ بـ «وارن سبيكتور يصنع الألعاب وحده فقط» أو فئة تبدأ بـ«لا يمكن أن تكون»إيون ستورم«مَن صنع «ديوس إكس»». قال سبيكتور أن اللعبة فازت بأكثر من 30 جائزة «أفضل كذا..» في عام 2001 ، واعترف أن لعبتهم النهائية لم تكن مثالية، ولكنهم اقتربوا كثيرًا من المثالية لأنهم حاولوا «فعل الأمور بطريقة سليمة أو عدم فعلها على الإطلاق».

### التعديلات
بُنيت لعبة «ديوس إكس» على «محرك Unreal» الذي كان لديه مجتمع «مُعدّلين» (modders) نشط بالفعل . في سبتمبر 2000، أعلنت كل من شركة «إيدوس التفاعلية» و«إيون ستورم» في بيان صحفي أنهما تعتزمان إطلاق «مجموعة أدوات تطوير برمجيات» (SDK) تتضمن جميع الأدوات المستخدمة في إنشاء اللعبة الأصلية. صرّح العديد من أعضاء الفريق، بما في ذلك مدير المشروع «وارن سبيكتور» أنهم كانوا: «يتطلعون حقًا لرؤية ما سيفعله [المجتمع] بأدواتهم». صدرت الأدوات في 22 سبتمبر 2000، وجذبت اهتمام المجتمع بعد فترة قصيرة، وتلى ذلك إصدار دروس تعليمية، وتعديلات صغيرة، وصولاً إلى الإعلان عن تعديلات كبيرة وتحويلات. على الرغم من أن «إيون ستورم» لم تعديل تهيئة المحرك ووظائفه الأساسية بشكل كبير، إلا أنهم أضافوا إليه عناصر «تقمص الشخصية».
في عام 2009، صدر تعديل من صنع أحد المعجبين باسم «التعديل الذي بلا اسم» (TNM) بواسطة شركة "Off Topic" للإنتاج. كان البطل الرئيسي للعبة هو مستخدِم في منتدى إنترنت، ويوجد أماكن رقمية مُمثَلة كمواقع مادية فعلية. يقدّم التعديل نفس مقدار اللعب الذي تقدمه «ديوس إكس» تقريبًا، ويضيف عدّة خصائص جديدة إلى اللعبة، مع جعل هيكل العالم منفتحًا أكثر من الموجود في «ديوس إكس»، بالإضافة إلى أسلحة جديدة مثل قبضات شخصية اللاعب. تم تطوير التعديل على مدار سبع سنوات، ويحتوي على آلاف السطور من الحوار المسجل، وقصتين متوازيتين مختلفتين. حصل تعديل "TNM" عند صدوره على درجة 9/10 إجمالية من مجلة PC PowerPlay ، كما فاز بجائزة «اختيار المحرر» لأفضل تعديل لاعب منفرد في جوائز «تعديل العام» لعام 2009 التي تُجريها مجلة Mod DB.
في عام 2015، وخلال الذكرى الـ 15 لصدور اللعبة، أيدت شركة Square Enix (التي استحوذت على شركة «إيدوس» سابقًا) تعديلاً مجانيًا صنعه أحد المعجبين بعنوان «ديوس إكس: المراجعة»، الذي صدر في Steam. صُنع هذا التعديل بواسطة Caustic Creative، وهو إصلاح رسومي شامل للعبة الأصلية، ويدعم النسخ الأحدث من DirectX، ويحسن أشكال اللعبة الأصلية وموسيقاها التصويرية، ويضيف المزيد من الجماليات في بناء العالم.

## الاستقبال

### المبيعات
وفقًا لـ «ستيفان جانيكي» في مجلة «عالم ألعاب الكمبيوتر»، حققت «ديوس إكس» مبيعات جيدة في أمريكا الشمالية في بداية عام 2001، واحتلت اللعبة المرتبطة السادسة في جدول مبيعات PC Data في الولايات المتحدة في الأسبوع الذي انتهى في 24 يونيو، وبيعت بمتوسط سعر بيع 40 دولار، ثم هبطت إلى المرتبة الثامنة في الأسبوع الثاني، ولكنها ارتفعت مرة أخرى إلى المرتبة السادسة في أسبوعها الثالث. وظلت ضمن قائمة أفضل 10 ألعاب في الفترة من 6 إلى 12 أغسطس، والأسبوع الذي انتهى يوم 2 سبتمبر، وظلت في المرتبة العاشرة إجمالاً طوال شهريّ يوليو وأغسطس. حققت «ديوس إكس» مبيعات بلغت 138840 نسخة، وإيرادات 5 مليون دولار في الولايات المتحدة بنهاية عام 2000، وفقًا لـ PC Data. تتبعت الشركة 91013 نسخة أخرى بيعت في الدولة خلال عام 2001.
حققت اللعبة نجاحًا أكبر في أوروبا، وقال «جانيكي» أنها «حطمت الأرقام القياسية» في المنطقة، وكسرت نمط المبيعات الضعيفة للألعاب ثلاثية الأبعاد. وكتب قائلاً: «في أوروبا – وإنجلترا تحديدًا – كانت ألعاب الحركة/RPG هي المهيمنة على مبيعات السوق طوال الصيف، رغم المنافسة من العاب من العيار الثقيل مثل Diablo II و The Sims». أما في السوق الألماني، فقد نشرت مجلة PC Player أن المبيعات تجاوزت 70000 نسخة في بداية عام 2001. احتلت اللعبة المرتبة الثالثة في المنطقة في يوليو 2000 وحافظت على مكانتها في شهر أغسطس، قبل أن ينخفض ترتيبها إلى المرتبة رقم 10 و 12 و 27 على مدار الشهور الثلاثة التالية. أما في المملكة المتحدة، فقد حققت «ديوس إكس» المرتبة الأولى في قوائم المبيعات في شهر أغسطس، وظلت في قائمة أفضل 10 ألعاب لمدة ثلاثة أشهر. وتلقت جائزة «فضية» من «جمعية ناشري برامج الترفيه والتسلية» (ELSPA) في فبراير 2002، مما يشير إلى أن إجمالي مبيعاتها العامة تجاوزت 100 ألف نسخة على الأقل في المملكة المتحدة. رفعت ELSPA حالة اللعبة إلى الحالة «الذهبية» لاحقًا بعد تحقيقها لمبيعات تزيد عن 200 ألف نسخة.
في إبريل 2009، كشفت شركة «سكوير إنيكس» (Square-Enix) أن لعبة «ديوس إكس» تجاوزت مبيعاتها مليون نسخة عالميًا، ولكن مبيعات لعبة «ديوس إكس: الحرب الخفية» تجاوزت هذه المبيعات أيضًا.

### رد فعل النقاد
| استقبال |                          |
| --- | ------------------------ |
| مجموع النقاط المجموع نقاط ميتاكريتيك (PC) 90/100 [ 23 ] (PS2) 81/100 [ 24 ] نتائج المراجعة نشرة نقاط إدج 9/10 [ 25 ] يورو غيمر 10/10 [ 26 ] غيم ريفولوشن A− [ 27 ] غيم سبوت 8.2/10 [ 28 ] غيم سباي 88/100 [ 29 ] آي جي إن 9.4/10.0 [ 30 ] نيكست جينرايشن [ 31 ] بي سي غيمر (المملكة المتحدة) 95/100 [ 32 ] |                          |
| مجموع النقاط |                          |
| المجموع | نقاط                     |
| ميتاكريتيك | (PC) 90/100 (PS2) 81/100 |
| نتائج المراجعة |                          |
| نشرة | نقاط                     |
| إدج | 9/10                     |
| يورو غيمر | 10/10                    |
| غيم ريفولوشن | A−                       |
| غيم سبوت | 8.2/10                   |
| غيم سباي | 88/100                   |
| آي جي إن | 9.4/10.0                 |
| نيكست جينرايشن | [ 31 ]                   |
| بي سي غيمر (المملكة المتحدة) | 95/100                   |

تلقت لعبة «ديوس إكس» ثناءً نقديًا كبيرًا، وحصلت على درجة 90 من 100 من 28 ناقدًا في Metacritic . قال «ثيري نجوين» من مجلة (Computer Gaming World) أن اللغة «تقدم لحظات من العبقرية والحماقة والصدق والإحباط»، بينما مدحتها مجلة (Computer Games Magazine) بسبب عُمقها واستخدامها لحلول متعددة للمواقف الموجودة في اللعبة. بالمثل، سلطت مجلة «إيدج» (Edge) الضوء على حرية الاختيار في اللعبة، وقالت أن «ديوس إكس لا تخبرك بما يجب عليك فعله أبدًا، فالأهداف موضوعة ولكنها قابلة للتعديل حسب قراراتك». أثنى «روب فاهي» من مجلة (Eurogamer) على اللعبة، والكتابة، وقال أنها «مزاجية وذات مناخ مميز، وجذابة ومثيرة للإدمان، وأنها تطبق اللعب من منظور الشخص الأول في شكله الناضج، وهي مذهلة حقًا». أما «جيف لوندريجان» فقد راجع نسخة الكمبيوتر الشخصي من اللعبة لأجل مجلة Next Generation، ومنحها تقييم خمس نجوم من خمس نجوم، وصرّح أن: «هذه اللعبة واحدة من أفضل ألعاب الكمبيوتر الشخصي على الإطلاق دون شك، توقف عن قراءة هذا المقال واذهب لشراء نسختك الآن».
إن مراجع مجلة (GameSpot ) السابق «جريج كاسافين» منح اللعبة درجة 8.2 من 10، ولكنه أعرب عن خيبة أمله في آليات الأمن وفتح الأقفال، وكتب قائلاً: «هذه الأمثلة غير تفاعلية في أساسها، فكل ما تفعله هو الوقوف هناك وتجرب مجموعة محددة من الأقفال أو الوحدات الإلكترونية حتى ينفتح الباب أو يتعطّل الأمن.»  أثار «كاسافين» شكاوى مشابهة بشأن واجهة قرصنة الكمبيوتر، وقال: «حتى في وجود مهارات قرصنة أساسية، ستظل قادرًا على تجاوز التشفير وحماية كلمة السر عن طريق الضغط على زر [قرصنة] والانتظار لثوان قليلة».   
قوبِل جرافيك اللعبة والتمثيل الصوتي فيها بعدم حماس أيضًا، واشتكى «كاسافين» من الجرافيك منخفض المستوى نسبيًا في اللعبة، ولام ذلك على «البيئات الصناعية القاتمة باستمرار» في اللعبة. علاوة على ذلك، قال «كريس باترسون» مراجع مجلة (GamePro) أنه رغم أن لعبة «ديوس إكس» «قوية من الناحية الصوتية»، إلا أن بها بعض لحظات الضعف. وسخر من أداء «جو فرايداي» لشخصية «جي سي» بصوت «أحادي النبرة» و«يقول الحقائق فقط»، ومن «اللكنات المضحكة حقًا» للشخصيات الثانوية في هونج كونج ونيويورك. أما موقع IGN ، فقد قال أن الجرافيك «متباين»، وأضاف «الحركة متيبسة وأن ثبات الألوان شديد السوء في بعض الأجزاء»، وأشار إلى القدرات المحدودة لمحرك Unreal المُستخدم في تصميم اللعبة. صرّح الموقع لاحقًا أنه: «بصفة عامة، تبدو لعبة ديوس إكس أفضل من الألعاب العادية بالتأكيد.»
اشتكى المراجعون واللاعبون أيضًا من حجم الملفات المحفوظة في «ديوس إكس»، ولاحظ أحد المراجع في موقع Adrenaline Vault أنه: «بعد لعب المغامرة بأكملها، تراكم لديه ما يزيد عن 250 ميجا بايت من بيانات الألعاب المحفوظة، وأن حجم كل ملف في المتوسط تجاوز 15 ميجابايت.»
أصبح للعبة طائفة متابعين قوية، مما أدى ظهور مجتمع تعديل ولعب قوي ظل نشطًا لأكثر من 15 سنة بعد صدور اللعبة. أجرى مدير اللعبة «وارن سبيكتور» مقابلة مع موقع IGN في يونيو 2015، وقال فيها أنه لم يتوقع أن تبيع «ديوس إكس» كل هذا العدد من النسخ، ولكنه توقع أن تصبح من الألعاب الكلاسيكية ذات المتابعين الأوفياء في مجتمع نشط أصغر، وأنه مازال يتلقى بريد معجبين من اللاعبين حتى تاريخه بخصوص خبراتهم وأفكارهم بشأن «ديوس إكس».

### الجوائز والتقدير
تلقت «ديوس إكس» أكثر من 30 جائزة «أفضل...» في 2001، من منافذ مثل موقع IGN، ومجلات GameSpy و PC Gamer و Computer Gaming World وموقع The Adrenaline Vault ، كما فازت بجائزة «التميز في تصميم اللعبة» و«بقعة ضوء ابتكار الألعاب» في «جائزة اختيار مطورين الألعاب» عام 2001، وترشحت لجائزة «لعبة العام»، بينما في «جوائز الإنجاز التفاعلي»، فازت اللعبة في فئات «ابتكار الكمبيوتر» و«الحركة/المغامرة في الكمبيوتر»، وتلقت ترشيحات لـ «تصميم الصوت»، و«تقمص الشخصيات للكمبيوتر الشخصي»، و«لعبة العام» في كل من الكمبيوتر الشخصي والفئات العامة . أطلقت عليها «الأكاديمية البريطانية لفنون الأفلام والتلفزيون» لقب «لعبة الكمبيوتر الشخصي لهذا العام».  تلقت اللعبة أيضًا العديد من الجوائز لـ «أفضل قصة»، بما في ذلك الجائزة الأولى عام 2006 في جوائز «القفزة الكمية» في موقع Gamasutra عن رواية القصة في لعبة فيديو.
ظهرت لعبة «ديوس إكس» منذ صدورها في العديد من قوائم "أعظم الألعاب على مر العصور" وأفلام "قاعة المشاهير"، كما ظهرت في قوائم موقع IGN لـ "أعظم 100 لعبة على مر العصور (واحتلت المرتبة 40 و 21 و 34 في الأعوام 2003 و 2005 و 2007، بالترتيب)، وفي قائمة "أفضل 25 لعبة كمبيوتر حديثة" (المرتبة الرابعة عام 2010)، و"أفضل 25 لعبة كمبيوتر على مر العصور" (المرتبة 20 و 21 في عام 2007 و 2009، بالترتيب) ، بينما اختار موقع "GameSpy" اللعبة في قوائمه لـ "أفضل 50 لعبة على مر العصور" (المرتبة 18 في 2001)، و"أكثر 25 لعبة لا تُنسى في آخر 5 سنوات" (المرتبة 15 عام 2004) ، وفي "قاعة المشاهير" الخاصة بالموقع. وضعت مجلة PC Gamer لعبة «ديوس إكس» في قائمة "أفضل 100 لعبة كمبيوتر على مر العصور" (في المرتبة 2 و 2 و 1 بتصويت طاقم العمل، والمرتبة 4 بتصويت القراء، في السنوات 2007 و 2008 و 2010 و 2010، بالترتيب)، وفي قائمة "أفضل 50 لعبة على مر العصور" (رقم 10 و 27 في عام 2001 و 2005) ، وحصلت على المرتبة الأولى في قائمة مجلة PZ Zone لـ "أفضل 101 لعبة كمبيوتر في التاريخ"، كما تم وضعها في قائمة "أعظم 100 لعبة كمبيوتر على مر العصور" (المرتبة 28) الخاصة بـموقع Yahoo! لألعاب الفيديو في المملكة المتحدة، وقائمة مجلة Edge لـ "أفضل 100 لعبة فيديو" (المرتبة 29 في عام 2007)، وقائمة "أفضل 100 لعبة فيديو للعبها اليوم" (المرتبة 57 عام 2009).  أطلق موقع  Gamasutra على لعبة «ديوس إكس» ثاني أفضل لعبة في عِقد الألفينات، وفي عام 2012، اختارتها مجلة "تايم" كواحدة من أعظم 100 لعبة فيديو على مر العصور، وصنّفتها شبكة G4tv  في المرتبة رقم 53 من أفضل الألعاب على مر العصور بسبب "قصتها المعقدة والمحبوكة جيدًا التي كانت البداية الحقيقية لاتخاذ اللاعبين للخيارات التي تؤثر على النتيجة حقًا." ، وأدرجها موقع 1UP.com كواحدة من أهم ألعاب الفيديو في التاريخ، وقال أن تأثيرها "شديد الضخامة بشكل يصعُب قياسه".
| قائمة الجوائز والترشيحات |                                                                                            |                           |                          |         |        |
| العام                    | الجائزة                                                                                    | الفئة                     | المتلقي                  | النتيجة | المرجع |
| 2001                     | جوائز اختيار مطورين الألعاب Game Developers Choice Awards                                  | التميز في تصميم اللعبة    | هارفي سميث، وارن سبيكتون | فوز     |        |
| 2001                     | جوائز اختيار مطورين الألعاب Game Developers Choice Awards                                  | بقعة ضوء ابتكار الألعاب   | ديوس إكس                 | فوز     |        |
| 2001                     | جوائز اختيار مطورين الألعاب Game Developers Choice Awards                                  | لعبة العام                | ديوس إكس                 | ترشيح   |        |
| 2001                     | جوائز الإنجاز التفاعلي Interactive Achievement Awards                                      | ابتكار الكمبيوتر          | ديوس إكس                 | فوز     |        |
| 2001                     | جوائز الإنجاز التفاعلي Interactive Achievement Awards                                      | حركة/مغامرة على الكمبيوتر | ديوس إكس                 | فوز     |        |
| 2001                     | جوائز الإنجاز التفاعلي Interactive Achievement Awards                                      | لعبة العام                | ديوس إكس                 | ترشيح   |        |
| 2001                     | جوائز الإنجاز التفاعلي Interactive Achievement Awards                                      | لعبة الكمبيوتر لهذا العام | ديوس إكس                 | ترشيح   |        |
| 2001                     | جوائز الإنجاز التفاعلي Interactive Achievement Awards                                      | التقمص على الكمبيوتر      | ديوس إكس                 | ترشيح   |        |
| 2001                     | جوائز الإنجاز التفاعلي Interactive Achievement Awards                                      | تصميم الصوت               | ديوس إكس                 | ترشيح   |        |
| 2001                     | الأكاديمية البريطانية لفنون الأفلام والتلفزيون British Academy of Film and Television Arts | لعبة الكمبيوتر لهذا العام | ديوس إكس                 | فوز     |        |

## الإرث الذي تركته اللعبة

### الحلقات اللاحقة
صدر إصدار لاحق مكمل للعبة بعنوان «ديوس إكس: الحرب الخفية» في الولايات المتحدة في 2 ديسمبر 2003، ثم في أوروبا في بداية عام 2004، لكل من الكمبيوتر الشخصي وجهاز ألعاب «إكس بوكس» (Xbox). أما الجزء المكمّل الثاني، فكان بعنوان «ديوس إكس: حروب الطوائف» فكانت فكرته الأساسية هو لعبة ثالثة تركز على اللاعبين المتعددين في السلسلة، ولكن بعد فشل الأداء التجاري والاستقبال العام لـ «ديوس إكس: الحرب الخفية» في تحقيق التوقعات المرجوّة، تم اتخاذ قرار بوضع اللعبة في عالم منفصل، ونُشرت لعبة «ديوس إكس: حروب الطوائف» في النهاية بعنوان «المشروع: عمى الثلج».
في 29 مارس 2007، أعلنت شركة Valve  أن لعبة «ديوس إكس» والجزء التالي لها سيكونان متاحين للشراء عبر Steam ، وتضمنت الألعاب المعلن عنها العديد من ألعاب شركة «إيدوس» الأخرى أيضًا، مثل لعبة: Thief: Deadly Shadows  و Tomb Raider.
أنتجت شركة إيدوس فرع مونتريال جزء جديد سابق لأحداث اللعبة الأصلية بعنوان: «ديوس إكس: ثورة البشر»، وأكدت هذا في 26 نوفمبر 2007 عندما نشرت «إيدوس مونتريال» إعلانًا تشويقيًا للعبة على موقعها.  صدرت اللعبة في 23 أغسطس عام 2011، لمنصات أجهزة الكمبيوتر الشخصية، وبلاي ستيشن 3، وإكس بوكس 360، وتلقت ثناءً نقديًا.
في 7 إبريل 2015، أعلنت شركة إيدوس عن إصدار جزء تالي لـ «ديوس إكس: ثورة البشر» وتدور أحداثه قبل «ديوس إكس» الأصلية، بعنوان «ديوس إكس: انقسام الجنس البشري»، وصدر في 23 أغسطس 2016.

### الاقتباس والتحويل الفني
أعلنت شركة «كولومبيا للأفلام» عن إنتاج فيلم مقتبس من اللعبة في مايو 2002، وكان الفيلم من إنتاج «لورا زيسكين»، وكاتب السيناريو «جريج بروس». صرّح كل من «بيتر شليسل» رئيس الإنتاج في شركة كولومبيا، و«بول بالدوين» رئيس قسم التسويق في شركة «إيدوس التفاعلية» أنهما كانا واثقين أن الاقتباس سيكون تطورًا ناجحًا لكلا الستوديوهين والسلسلة. وفي مارس 2003، وأثناء مقابلة مع «جريج بروس»، صرّح لموقع IGN أن شخصية «جي سي دينتون» ستكون «أقذر قليلاً من شخصيته في اللعبة»، وصرح أيضًا أن السيناريو سيكون قاتمًا أكثر من اللعبة الأصلية، ولكن رغم التخطيط لإصدار الفيلم عام 2006، إلا أنه لم يتجاوز مرحلة كتابة السيناريو.  
في عام 2012، أحيى ستوديو CBS للأفلام المشروع، واشتري حقوق اللعبة، وكلّف بعمل فيلم مستوحى من سلسلة «ديوس إكس»، وكان مستلهمًا بشكل أساسي من لعبة «ثورة البشر» التي صدرت عام 2011. كان «سي روبرت كارجيل» و«سكوت ديريكسون» سيكتبان السيناريو، و«ديريكسون» سيخرج الفيلم.